# هنسی پرفومنس انجینیرینگ

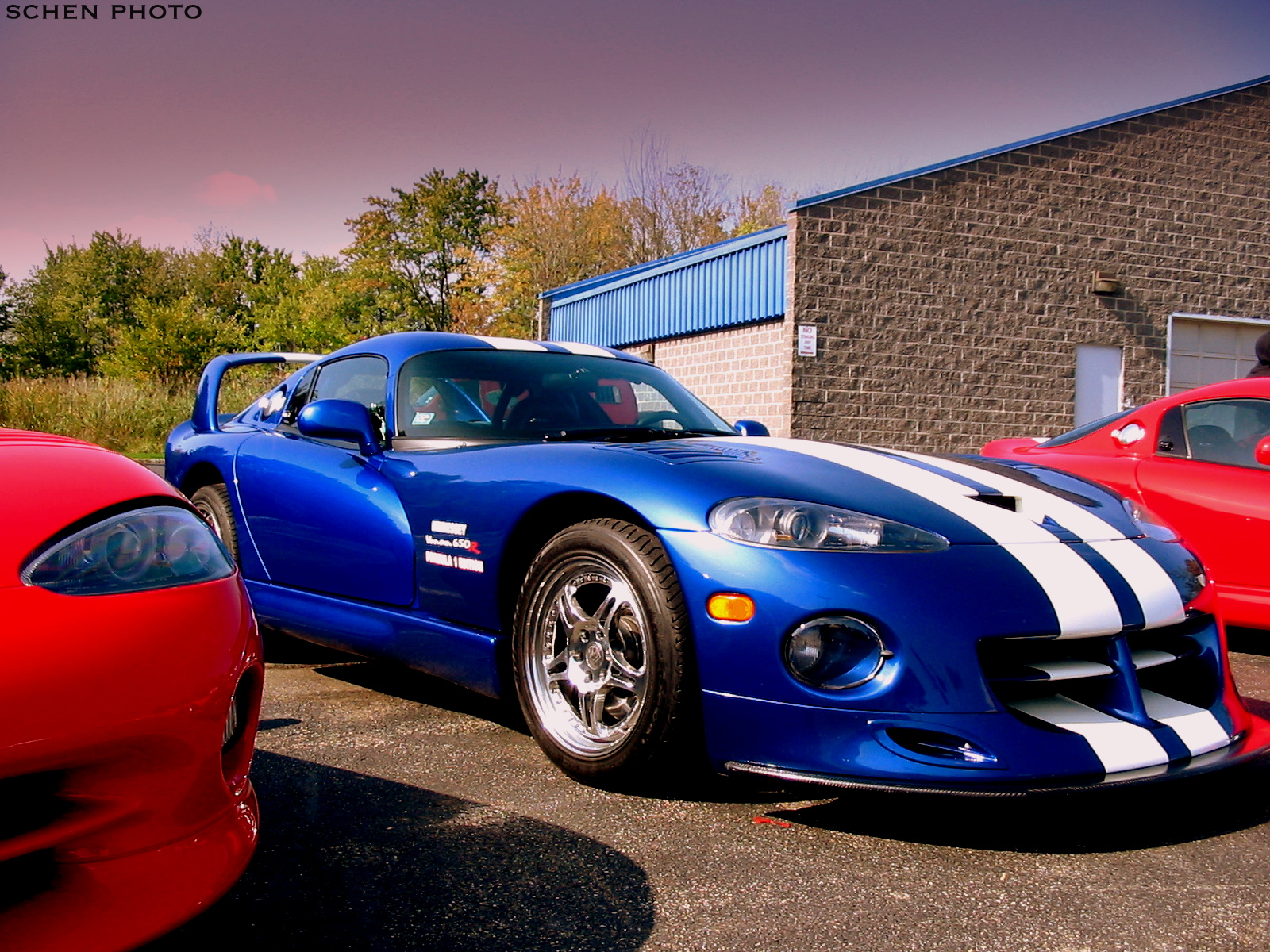
دوج ویپر جی‌تی‌اس تیونینگ شده توسط شرکت پرفورمنس اینجینیرینگ

هِنِسی پِرفومِنس انجینیرینگ (انگلیسی: Hennessey Performance Engineering) یک شرکت آمریکایی متخصص در زمینه تیونینگ خودروهای اسپرت و سوپراسپورت از چندین برند مانند: فراری، پورشه، مک لارن، شورلت، دوج، کادیلاک، خودروسازی لوتوس، جیپ، فورد، جی‌ام‌سی، لینکلن موتور کمپانی و لکسوس است. این شرکت توسط جان هنسی در سال ۱۹۹۱ تأسیس شد و مرکز اصلی آن در غرب هیوستون، تگزاس است. هنسی پرفومنس بر مبنای اصلاح قطعات مکانیکی برای ایجاد خودروهایی با قدرت بالا تمرکز دارد. هنسی پرفومنس علاوه بر سوپراسپرت‌ها خودروهای اس‌یووی مانند فورد سری-اف و جیپ چروکیز را نیز تیون کرده‌ است. همچنین روی خودروهای لوکس مانند بنتلی و خودروهای عضلانی مانند دوج چارجر (بدنه-بی) و دوج چلنجر کار کرده‌اند.